# Lianna Sybeldon
Lianna Sybeldon (Folsom, 19 dicembre 1993) è una pallavolista statunitense, centrale dell'Athletes Unlimited.

## Carriera

### Club
La carriera di Lianna Sybeldon inizia nei tornei scolastici californiani con la Ponderosa HS. Dopo il diploma entra a far parte della squadra di pallavolo femminile della Washington, partecipando alla NCAA Division I dal 2012 al 2015, raggiungendo le Final 4 durante il suo sophomore year e ricevendo diversi riconoscimenti individuali.
Dopo un periodo di inattività, firma il suo primo contratto professionistico a Porto Rico, disputando con le Orientales de Humacao la Liga de Voleibol Superior Femenino 2017. Nella stagione 2017-18 gioca nella Divizia A1 rumena col Târgoviște e in seguito, dopo circa tre anni di inattività, torna in campo per la prima edizione dell'Athletes Unlimited, disputando il torneo anche nel 2022.

## Palmarès

### Premi individuali
- 2013 - NCAA Division I: Los Angeles Regional All-Tournament Team
- 2014 - All-America Third Team
- 2015 - All-America First Team
- 2015 - NCAA Division I: Lexington Regional All-Tournament Team